# Ranunculus flammula
Il ranuncolo delle passere (nome scientifico Ranunculus flammula L., 1753) è una pianta appartenente alla famiglia delle Ranunculaceae della flora spontanea italiana.

## Etimologia
Il nome generico (Ranunculus), passando per il latino, deriva dal greco Batrachion, e significa rana (è Plinio scrittore e naturalista latino, che c'informa di questa etimologia) in quanto molte specie di questo genere prediligono le zone umide, ombrose e paludose, habitat naturale degli anfibi. L'epiteto specifico (flammula) deriva dal latino e significa “piccola fiamma”; per quanto riguarda la sua applicazione a questa pianta è incerta (potrebbe riferirsi alla forma delle foglie simili a delle fiammelle).

Il binomio scientifico attualmente accettato (Ranunculus flammula) è stato proposto da Carl von Linné (1707–1778), biologo e scrittore svedese, considerato il padre della moderna classificazione scientifica degli organismi viventi, nella pubblicazione Species Plantarum del 1753.

## Descrizione

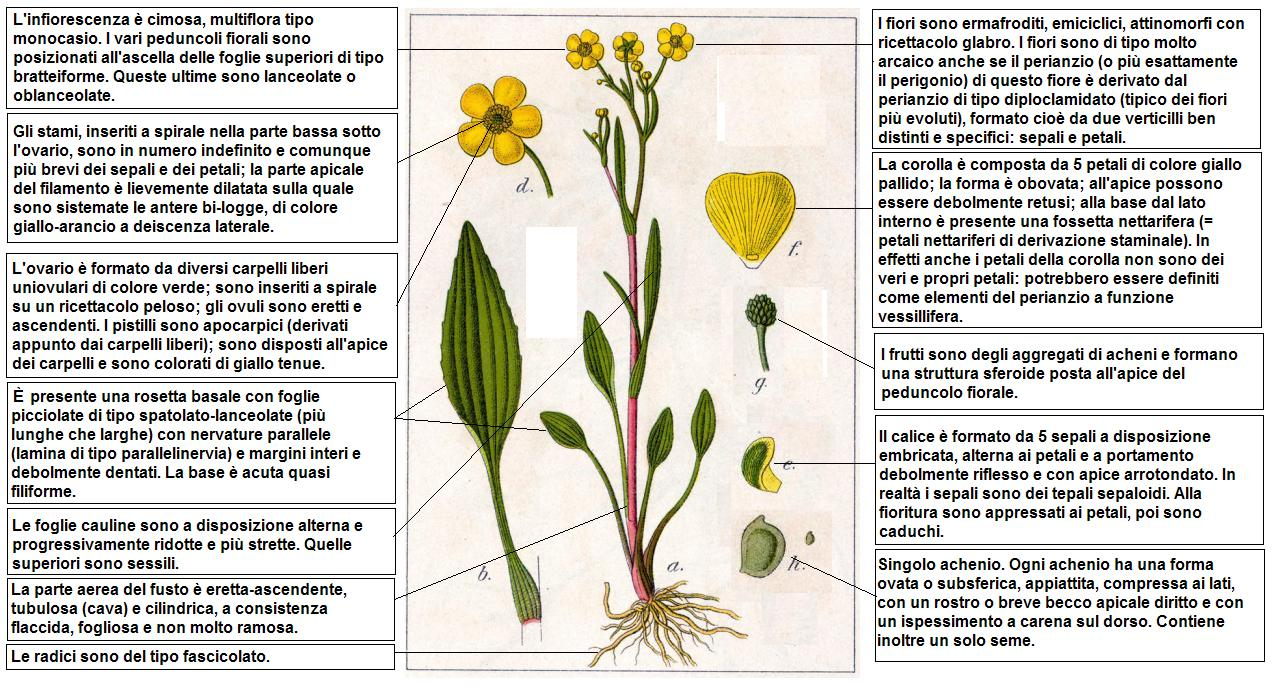
Descrizione delle parti della pianta

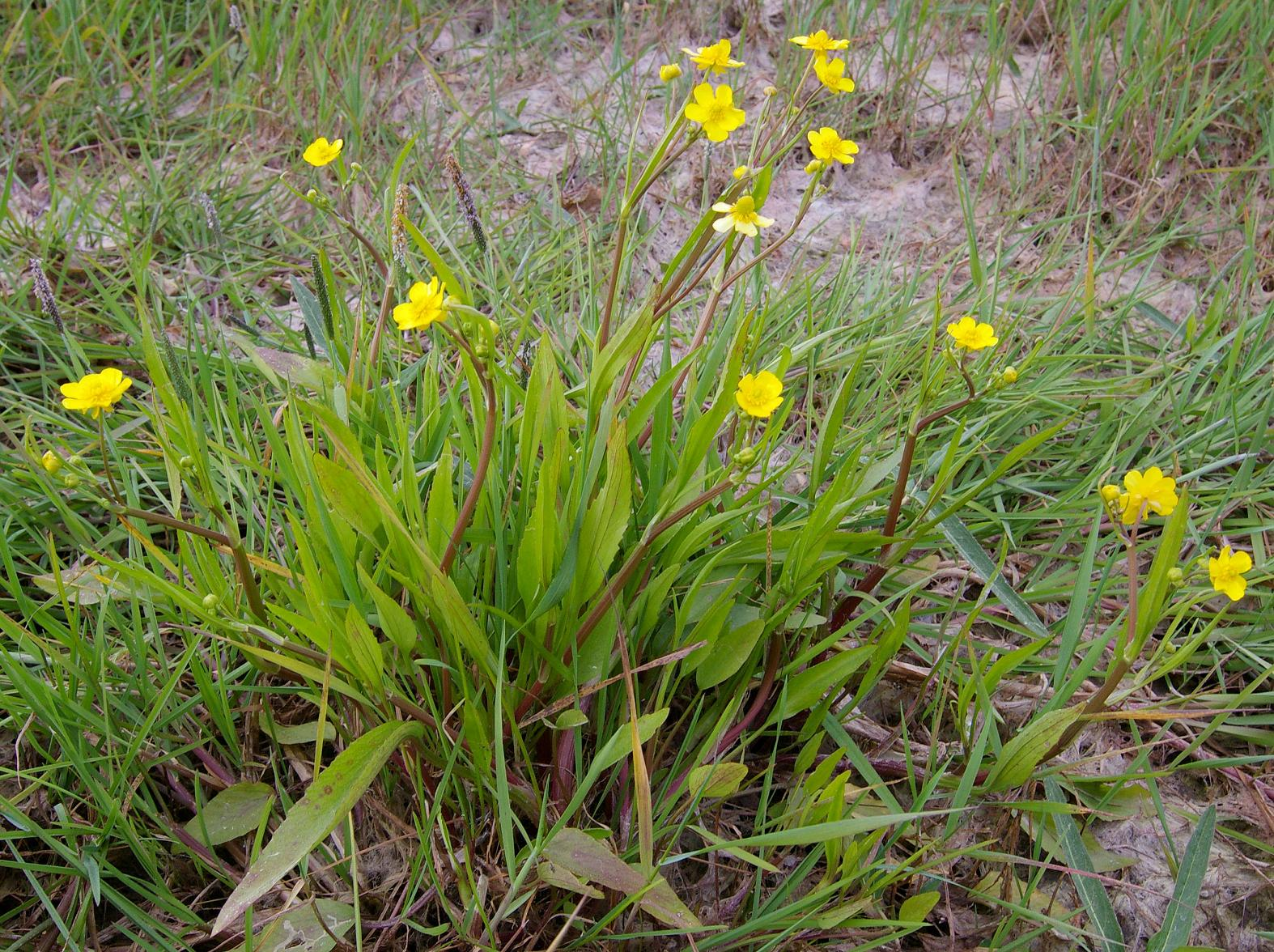
Il portamento

È una pianta erbacea, perenne, semi-acquatica la cui altezza media oscilla tra 15 e 40 cm (massimo 75 cm). È inoltre definita emicriptofita scaposa (H scap), ossia è una pianta con gemme svernanti al livello del suolo e protetta dalla lettiera o dalla neve; è inoltre munita di asse fiorale eretto con poche foglie. Questa pianta può anche essere classificata come idrofita radicante (I rad), ossia come pianta acquatica perenne le cui gemme si trovano sommerse o natanti, e comunque con un apparato radicale che l'ancora al fondale. Tutta la pianta è fondamentalmente glabra e priva di cellule oleifere.

### Radici
Le radici sono del tipo fascicolato.

### Fusto
- Parte ipogea: assente.
- Parte epigea: la parte aerea del fusto è eretta-ascendente, tubulosa (cava) e cilindrica, a consistenza flaccida, fogliosa e non molto ramosa. Questo fusto normalmente non è radicante ai nodi (lo è solo nelle varietà a fusto prostrato). Spessore del fusto: 0,8 – 3 mm.

### Foglie
- Foglie basali: è presente una rosetta basale con foglie picciolate di tipo spatolato-lanceolate (più lunghe che larghe) con nervature parallele (lamina di tipo parallelinervia) e margini interi e debolmente dentati. La base è acuta quasi filiforme. Lunghezza del picciolo: 2 – 6 cm. Dimensione delle foglie: larghezza 10 – 15 mm; lunghezza 30 – 45 mm.
- Foglie cauline: le foglie cauline sono a disposizione alterna e progressivamente ridotte e più strette. Quelle superiori sono sessili.

### Infiorescenza
L'infiorescenza è cimosa, multiflora tipo monocasio. I vari peduncoli fiorali sono posizionati all'ascella delle foglie superiori di tipo bratteiforme. Queste ultime sono lanceolate o oblanceolate.

### Fiore

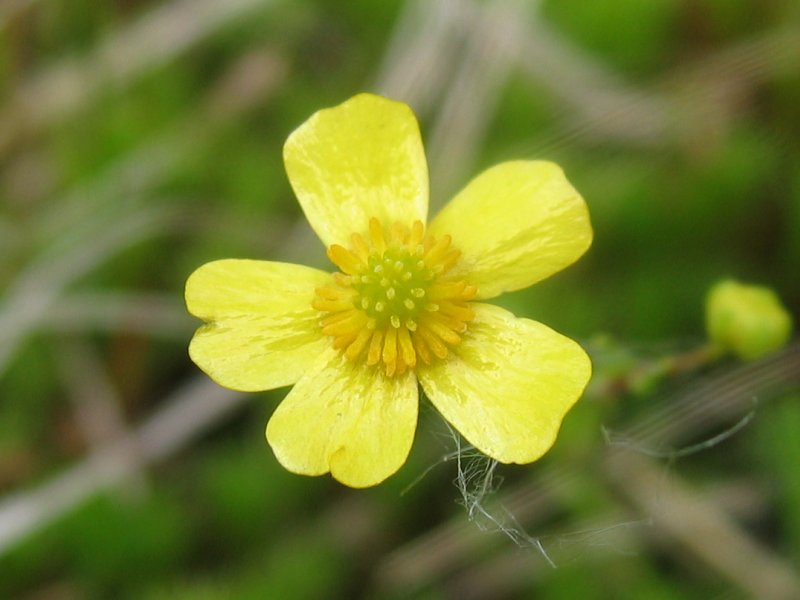
Il fiore

I fiori sono ermafroditi, emiciclici, attinomorfi con ricettacolo glabro. I fiori sono di tipo molto arcaico anche se il perianzio(o più esattamente il perigonio) di questo fiore è derivato dal perianzio di tipo diploclamidato (tipico dei fiori più evoluti), formato cioè da due verticilli ben distinti e specifici: sepali e petali. Diametro dei fiori: 8 – 15 mm.
- Formula fiorale: per queste piante viene indicata la seguente formula fiorale:

* K 5, C 5, A molti, G 1-molti  (supero), achenio
- Calice: il calice è formato da 5 sepali a disposizione embricata, alterna ai petali e a portamento debolmente riflesso e con apice arrotondato. In realtà i sepali sono dei tepali sepaloidi[8]. Alla fioritura sono appressati ai petali, poi sono caduchi. Dimensione dei sepali: larghezza 1 – 2 mm; lunghezza 1,5 – 4 mm.
- Corolla: la corolla è composta da 5 petali di colore giallo pallido; la forma è obovata; all'apice possono essere debolmente retusi; alla base dal lato interno è presente una fossetta nettarifera (= petali nettariferi di derivazione staminale). In effetti anche i petali della corolla non sono dei veri e propri petali: potrebbero essere definiti come elementi del perianzio a funzione vessillifera[9]. Dimensione dei petali: larghezza 4 mm; lunghezza 7 mm.
- Androceo: gli stami, inseriti a spirale nella parte bassa sotto l'ovario, sono in numero indefinito e comunque più brevi dei sepali e dei petali; la parte apicale del filamento è lievemente dilatata sulla quale sono sistemate le antere bi-logge, di colore giallo-arancio a deiscenza laterale. Al momento dell'apertura del fiore le antere sono ripiegate verso l'interno, ma subito dopo, tramite una torsione, le antere si proiettano verso l'esterno per scaricare così il polline lontano dal proprio gineceo evitando così l'autoimpollinazione. Il polline è tricolpato (caratteristica tipica delle Dicotiledoni).
- Gineceo: l'ovario è formato da diversi carpelli liberi uniovulari di colore verde; sono inseriti a spirale su un ricettacolo peloso; gli ovuli sono eretti e ascendenti. I pistilli sono apocarpici (derivati appunto dai carpelli liberi); sono disposti all'apice dei carpelli e sono colorati di giallo tenue.
- Fioritura: da giugno ad agosto .

### Frutti
I frutti sono degli aggregati di acheni e formano una struttura sferoide posta all'apice del peduncolo fiorale. Ogni singolo achenio ha una forma ovata o subsferica, appiattita, compressa ai lati, con un rostro o breve becco apicale diritto e con un ispessimento a carena sul dorso. Contiene inoltre un solo seme. Dimensione degli acheni: 1,5 – 1,8 mm. Dimensione dell'intero frutto: larghezza 3 – 4 mm; lunghezza 2 – 4 mm. Lunghezza del becco: 0,1 – 0,6 mm.

## Riproduzione

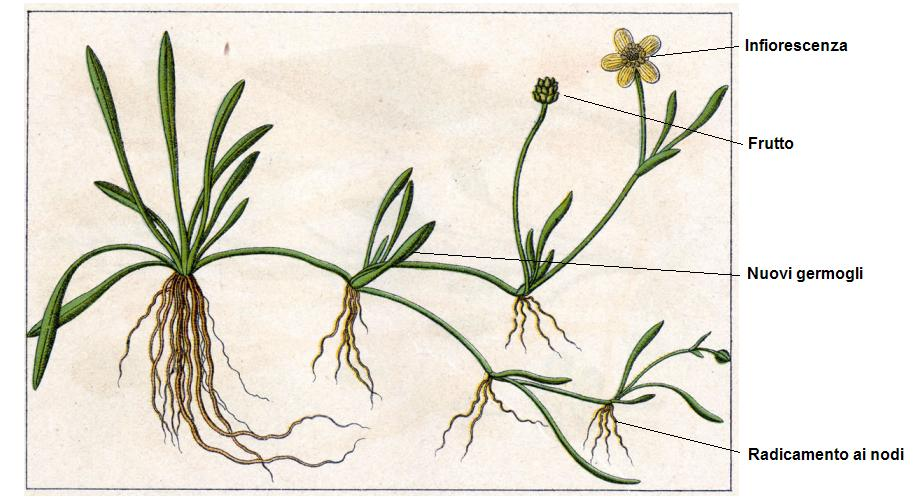
Moltiplicazione vegetativa

La riproduzione di questa pianta avviene in due modi:
- per via sessuata grazie all'impollinazione degli insetti pronubi (soprattutto api) in quanto è una pianta provvista di nettare (impollinazione entomogama);
- per moltiplicazione vegetativa: nella varietà prostrata i nodi del fusto possono essere radicanti; in questo caso oltre ad emettere delle radici possono germogliare con nuove piantine.

## Distribuzione e habitat
- Geoelemento: il tipo corologico (area di origine) è Eurasiatico.
- Distribuzione: al nord dell'Italia sui rilievi è rara, mentre in pianura e al centro (fino al Lazio e comprese le isole) è rarissima. Assente al sud. Nelle Alpi italiane può essere presente in tutte le province escluse: AO BG BL. Fuori dall'Italia è presente (sempre in modo raro) nel resto delle Alpi (escluse alcune zone della Svizzera) e in tutti i rilievi europei, fino al Caucaso e Urali. Si anche trova in Asia e in America settentrionale. In Australia e Nuova Zelanda è naturalizzata.
- Habitat: l'habitat tipico di questa ranuncolacea sono i fanghi, i suoli umidi, gli acquitrini e le torbiere. Il substrato preferito è sia calcareo/siliceo che siliceo con pH neutro e terreno a bassi valori nutrizionali che però deve essere costantemente bagnato.
- Distribuzione altitudinale: sui rilievi queste piante si possono trovare fino a 2000 m s.l.m.; frequentano quindi i seguenti piani vegetazionali: collinare, montano e in parte subalpino.

### Fitosociologia
Dal punto di vista fitosociologico la specie di questa voce appartiene alla seguente comunità vegetale:
Formazione: delle comunità delle paludi e delle sorgenti 
Classe: Scheuchzerio-Caricetea fuscae
Ordine: Caricetalia fuscae
Alleanza: Caricion fuscae

## Tassonomia
Il genere Ranunculus è un gruppo molto numeroso di piante comprendente oltre 400 specie originarie delle zone temperate e fredde del globo, delle quali quasi un centinaio appartengono alla flora spontanea italiana. La famiglia delle Ranunculaceae invece comprende oltre 2500 specie distribuite su 58 generi. 

Le specie spontanee della nostra flora sono suddivise in tre sezioni (suddivisione a carattere pratico in uso presso gli orticoltori organizzata in base al colore della corolla): Xanthoranunculus – Batrachium – Leucoranunculus. La specie Ranunculus flammula appartiene alla prima sezione (Xanthoranunculus) caratterizzata dall'avere la corolla gialla.

Un'altra suddivisione, che prende in considerazione caratteristiche morfologiche ed anatomiche più consistenti, è quella che divide il genere in due sottogeneri (o subgeneri), assegnando il Ranunculus flammula al subgenere Ranunculus, caratterizzato da piante con fusti eretti (e quindi forniti di tessuti di sostegno), peduncoli dell'infiorescenza eretti alla fruttificazione, lamina fogliare ben sviluppata e petali gialli o bianchi (l'altro subgenere Batrachium è dedicato soprattutto alle specie acquatiche).

Il numero cromosomico di R. flammula è: 2n = 32.

### Variabilità
Le caratteristiche morfologiche di questa pianta dipendono molto dall'ecologia dell'habitat dove stazionano. Varia soprattutto il portamento in generale: se il terreno è costantemente immerso nell'acqua diminuisce la superficie fogliare (foglie a lamina sottile). Si possono avere individui con fusti prostrati e radicanti ai nodi oppure, in condizioni favorevoli, la ramificazione può essere molto abbondante con grandi fiori.

Nell'elenco che segue sono indicate alcune varietà (l'elenco può non essere completo e alcuni nominativi sono considerati da altri autori dei sinonimi della specie principale o anche di altre specie):
- Ranunculus flammula var. alismifolius (Geyer ex Benth.) Clem. & E.G.Clem (1914) : varietà a fiori grandi (oltre 20 mm di diametro).
- Ranunculus flammula var. filiformis (Michx.) Hook. (1829)
- Ranunculus flammula var. intermedius Hook. (1829)
- Ranunculus flammula var. laxicaulis Torr. & A.Gray (1838)
- Ranunculus flammula var. major Hook. (1829)
- Ranunculus flammula var. ovalis (J. M. Bigelow) L. D. Benson (1942): la larghezza delle foglie varia da 2 a 8 mm.
- Ranunculus flammula var. reptans (Linnaeus) E. Meyer (vedi paragrafo “Specie simili”): la larghezza delle foglie varia da 0,4 a 1 mm.
- Ranunculus flammula var. samolifolius (Greene) L.D.Benson (1942)
- Ranunculus flammula var. strigulosus (Freyn) M.Peck (1941)
- Ranunculus flammula var. unalaschensis Ledeb. (1861)

### Ibridi
Con la specie Ranunculus reptans L. (Ranuncolo reptante) la pianta di questa voce forma il seguente ibrido interspecifico:
- Ranunculus × levenensis Druce ex Gornall (1987)

### Sinonimi
La specie di questa voce ha avuto nel tempo diverse nomenclature. L'elenco che segue indica alcuni tra i sinonimi più frequenti:
- Ranunculus caespiticius Dumort. (1868)
- Ranunculus idionanthus Gandoger (1875)
- Ranunculus lanceolatus St-Lager in Cariot (1889)

### Specie simili
Una specie strettamente correlata è il Ranunculus reptans L. (1753) - Ranuncolo reptante. Si presenta con un portamento decisamente prostrato e più esile, con fusti più sottili (0,2 – 1 mm di spessore), foglie più lineari e sottili (2 mm di larghezza), sepali lunghi 1 – 2 mm e petali lunghi 3 – 5 mm. Tuttavia facilmente si possono trovare individui con caratteristiche intermedie per cui risulta difficile separare le due specie (vedi ad esempio le ricerche fatte nella parte occidentale del Nord America). Qualche botanico include R. reptans all'interno di R. flammula “sensu lato” come una sua varietà (= R. flammula var. reptans (L.) E. Meyer).

## Usi

### Farmacia
Queste piante contengono l'anemonina; una sostanza particolarmente tossica per animali e uomini. Infatti gli erbivori brucano le foglie di queste piante con molta difficoltà e solamente dopo una buona essiccazione (erba affienata) che fa evaporare le sostanze più pericolose. Anche le api evitano di bottinare il nettare dei “ranuncoli”. Sulla pelle umana queste piante possono creare delle vesciche (dermatite); mentre sulla bocca possono provocare intenso dolore e bruciore alle mucose.

Secondo la medicina popolare questa pianta ha delle buone caratteristiche rubefacenti (richiama il sangue in superficie, alleggerendo la pressione interna); esternamente può essere usata per curare ulcere.

### Giardinaggio
Sono piante rustiche di facile impianto per cui spesso sono coltivate nei giardini rustici o anche alpini.